# Aeroporto Internacional de Pequim-Daxing
Aeroporto Internacional de Pequim Daxing (IATA: PKX, ICAO: ZBAD) (apelidado de "estrela do mar"), localizado na fronteira de Pequim e Langfang, província de Hebei, é o segundo aeroporto internacional de Pequim. O nome do aeroporto foi anunciado em 14 de setembro de 2018. O edifício do terminal é o maior terminal aeroportuário de estrutura única do mundo, com uma área de mais de 1 000 000 metro quadrados (11 000 000 sq ft)    . Foi concluída em 30 de junho de 2019. A cerimônia de abertura do aeroporto foi realizada em 25 de setembro de 2019 e o aeroporto foi aberto ao público em 25 de setembro de 2019. O primeiro voo comercial pousou em Beijing Daxing às 10:12 (UTC + 8), 26 de setembro de 2019.
O aeroporto fica a 46 quilômetros (29 mi) ao sul da Praça da Paz Celestial, 26 quilômetros (16 mi) a oeste do centro de Langfang, 50 quilômetros (31 mi) a nordeste da nova área de Xiong'an e 65 quilômetros (40 mi) ao sul do Aeroporto Internacional da Capital de Pequim e espera-se que atenda a Pequim, Tianjin e Hebei. Serve como um hub para as companhias aéreas da aliança SkyTeam e alguns membros da Oneworld, enquanto os membros da Star Alliance permanecerão no Aeroporto Internacional de Pequim Capital (com exceção da LOT Polish Airlines, que também servirá Daxing). A Hainan Airlines, que representou 10% da capacidade de assentos de passageiros do Aeroporto Internacional de Pequim em 2016, mas não faz parte de nenhuma aliança importante e permanece no aeroporto.
Após quase cinco anos de construção, a estrutura de 63 bilhões de dólares possui um terminal de 7,5 milhões de pés quadrados e fica em 18 milha quadradas (47 km2)         de terra, tornando-o o maior terminal de aeroporto do mundo. A revista Fortune diz até que o aeroporto é o maior do mundo.